# Hieronymus Moskorzowski
Hieronymus Moskorzowski (latinisiert: Moscorovius; * 1560; † 1625) war ein polnischer Politiker und führender Vertreter des polnischen Unitarismus und Mitverfasser des Rakauer Katechismus.

## Leben und Werk
Hieronymus Moskorzowski entstammte dem polnischen Adel und war früh ein Freund und Vertrauter von Fausto Sozzini, der mit zu den Mitbegründern des Sozinianismus gehörte. Moskorzowski begann 1575 ein Hochschulstudium in Leipzig und wechselte ein Jahr später an die Universität in Wittenberg. Später hielt er sich zu Studienzwecken in Genf auf. Im Jahr 1593 heiratete er Regina Dudith, die Tochter des Humanisten Andreas Dudith. 1594 trat Moskorzowski der unitarischen Kirche in Polen-Litauen (Polnische Brüder, auch Ecclesia Minor) bei und entwickelte sich zu einem ihrer größten Förderer. Als Vertreter des polnischen Adels war er mehrfach Abgeordneter im polnischen Parlament (Sejm) und vermochte auch auf politischer Ebene die Interessen der radikal-reformatorischen Unitarier in Polen zu vertreten. So publizierte er 1595 eine an den König und Senat gerichtete Verteidigungsschrift (Apologie) der prä-sozinianischen unitarischen Kirche. Er war der Begründer und Patron der unitarischen Gemeinde im oberschlesischen Czarków (Scharkow). Auch publizistisch unterstützte er die antitrinitarische Idee. So war er zusammen mit Valentin Schmalz und Johann Völkel einer der Mitverfasser des 1605 erstmals herausgegebenen Rakauer Katechismus und verfasste 1608 dessen lateinische Ausgabe, die er dem englischen König Jacob I. widmete. Er verfasste mehrere Vorreden zu von Fausto Sozzini herausgegebenen Schriften, darunter eine Widmung (Dedikation) an den hessischen Landgrafen Philipp I. Zudem setzte er sich in mehreren Polemiken mit den Jesuiten Skarga und Smiglez auseinander. Im Disput zwischen Skarga und Valentin Schmalz schrieb er 1618 eine Verteidigungsschrift für Schmalz. Moskorzowski starb im Jahr 1625.
Seine Bedeutung besteht unter anderem in der Mitverfasserschaft des Rakauer Katechisimus. Zudem ist Moskorzowski ein Beispiel für die Verankerung des Unitarismus in Teilen des polnisch-litauischen Adels.